# Мизия (станция метро)
Мизия (НБУ) (болг. Мизия) — станция линии М3 Софийского метрополитена. Была открыта 24 апреля 2021 года в составе второго пускового участка «Овча купел» — «Горна баня» линии М3.

## Описание
Станция расположена к востоку от бульвара «Монтевидео», поперек его оси. Станция имеет два вестибюля. Западный находится рядом с пересечением бульвара «Монтевидео» с планируемым бульваром «Западна тангента». Восточный вестибюль имеет два выхода на планируемый бульвар «Западна тангента». Восточный вестибюль имеет два выхода на бульвар «Монтевидео», а западный вестибюль имеет два выхода в непосредственной близости от 88-й средней школы «Димитър Попниколов». Станция также носит местное название «Бор и Бузема», из-за «Танцующих деревьев» (выходы 5-6), расположенных в районе 88-й средней школы «Димитър Попниколов», пейзаж которой также является основным мотивом станции метро «Мизия». Платформы станции имеют длину 105 м. Станция оборудована 5 лифтами. На станции установлены прозрачные автоматические платформенные ворота высотой 1,6 м с нержавеющими окантовками и 40-сантиметровыми полосами из гладкой нержавеющей стали внизу.